# Fanny Vicens
Fanny Vicens, née le 15 mai 1987 à Perpignan, est une pianiste, accordéoniste et professeure de musique classique française qui s'est installée à Paris en 2012.

## Biographie

### Formation
Fanny Vicens, après des études au conservatoire de Perpignan, effectue sa formation musicale dans les hautes écoles de musique de Trossingen (Allemagne), de Lucerne (Suisse), à l'Université de la Sorbonne et au Conservatoire national supérieur de musique et de danse de Paris.

### Carrière
Fanny Vicens participe aux ensembles Cairn et Flashback, tout en étant invitée d’ensembles tels l’Intercontemporain, Ensemble Modern, 2e2m ou l’Instant Donné.
Elle forme le Duo Xamp avec Jean-Étienne Sotty,,, se spécialisant dans l'accordéon classique.
De mars 2016 à novembre 2020, en collaboration avec Vincent Lhermet, elle publie la base de données Ricordo al Futuro sur l'accordéon classique, objet de sa recherche.
Elle enseigne l'accordéon à l'ESM Bourgogne Franche-Comté et est nommée  professeur de l'HEMU à partir de septembre 2021.

## Distinctions
Fanny Vicens est lauréate des Fondations Banque Populaire, Yehudi Menuhin et de la Kunststiftung.
Elle remporte le troisième prix et un prix spécial au concours international de piano Bechstein
et reçoit un prix Deutscher Hochschulwettbewerb.

## Discographie
- album solo Schrift (label Stradivarius, 2015) (5 diapasons)[7].
- Turn On, Tune In, Drop Out (2021)[8],[9].
- Bach, Goldberg Variations (Label Paraty, 2022)